# Terry Callier
Pour les articles homonymes, voir Callier.
Terry Callier (né le 24 mai 1945 à Chicago et mort le 27 octobre 2012 à Chicago), est un auteur-compositeur-interprète et musicien de folk, jazz et soul américain.

## Biographie
Callier nait au nord de Chicago, dans l'Illinois, et passe sa jeunesse dans la zone résidentielle de Cabrini-Green. Il apprend le piano et est ami d'enfance de Curtis Mayfield, de Major Lance et de Jerry Butler. Adolescent, il commence à jouer dans des groupes de doo-wop.
En 1962 il passe une audition aux Chess Records, où il enregistre son premier single, Look at Me Now. À son entrée à l'université il commence à jouer dans des clubs de folk clubs et des cafés de Chicago, devenant très influencé par la musique de John Coltrane. En 1964, il rencontre Samuel Charters de Prestige Records et l'année suivante il enregistre son premier album.
Il est surtout connu pour sa voix au vibrato caractéristique. N'ayant jamais rencontré de véritable succès dans les années 1960 et 1970, il abandonne la musique dans les années 1980, pour se consacrer à son métier d'informaticien. Il est redécouvert en Angleterre dans les années 1990, par la scène acid jazz et trip hop, et est invité alors à chanter sur de nombreux titres.
Il recommence alors à enregistrer, contribuant en particulier à l'EP Best Bit de Beth Orton en 1997. En 1998, il sort l'album Timepeace.
Il meurt d'un cancer le 27 octobre 2012, à l'âge de 67 ans.

## Discographie
- The New Folk Sound of Terry Callier (1968)
- Occasional Rain (1972)
- What Color Is Love (1973)
- I Just Can't Help Myself (1974)
- Fire On Ice (1977)
- Turn You To Love (1978)
- Fire on Ice (1978)
- TC in DC (recorded live in Washington D.C. 1982) (1996)
- Timepeace (1998) #92 UK
- Lifetime (1999) #96 UK
- Live at Mother Blues (1964) (2000)
- Alive With Terry Callier (2001)
- Speak Your Peace (2002) #156 UK
- Caravan Of Love (2002)
- Total Recall (remixes) (2003)
- Lookin' Out (2004)
- Welcome Home (2008)
- Hidden Conversations (2009)

### Compilations
- The Best Of Terry Callier on Cadet (1991)
- Essential - The Very Best Of Terry Callier (1998) #193 UK
- First Light (1998)
- As We Travel (Harmless Records Compilation) (2002)
- Life Lessons (40 Years and Running, Double CD (2006)
- The Collection (Mercury/Universal)( Forthcoming 2007)

### DVD/video
- Terry Callier - Live in Berlin (Universal Music 2005)

### Collaborations avec d'autres artistes
- Grand Tourism, Les Courants d'Air (2001)
- Kyoto Jazz Massive (en) Deep in Your Mind (2002)
- Beth Orton's Central Reservation (1999)
- Urban Species Changing of the guard (1998)
- Koop, In a Heartbeat (Waltz for Koop, 2001)
- 4 Hero The Day of the Greys (2001)
- Nitin Sawhney The preacher (2001)
- Jean-Jacques Milteau Blue 3rd (2003)
- Nujabes Modal Soul (2005)
- Massive Attack Live With Me (2006)
- The Juju Orchestra What Is Hip (2007)